# Paweł Adamowicz
Paweł Bogdan Adamowicz (Danzica, 2 novembre 1965 – Danzica, 14 gennaio 2019) è stato un politico e avvocato polacco, sindaco di Danzica dal 1998 fino al suo assassinio nel 2019.

## Biografia

### I primi anni
Adamowicz studiò giurisprudenza all'Università di Danzica, dove era stato anche eminente membro del movimento studentesco. Fu uno degli organizzatori dello sciopero del 1988 e divenne il leader del comitato degli scioperi. Tra il 1990 e il 1993 fu vice-rettore della sua alma mater.
Nel 1990, Adamowicz fu eletto membro del consiglio comunale di Danzica e ricoprì questo incarico fino al 1998, anno in cui venne eletto sindaco di Danzica. Il 10 novembre 2002 fu riconfermato con il 72% dei voti. Era stato rieletto per l'ultima volta come indipendente con il 65% delle preferenze.
Fu insignito della Croce d'oro Pro Ecclesia et Pontifice da papa Giovanni Paolo II e della Croce al Merito dal presidente polacco Aleksander Kwaśniewski. Nel 2014 divenne anche il destinatario della Croce della libertà e solidarietà per onorare il suo contributo all'opposizione democratica in Polonia durante il periodo comunista.
Durante la sua amministrazione si espresse a favore del riconoscimento dei diritti delle persone lesbiche, gay, bisessuali e transessuali (LGBT), nonché di quelli dei migranti, contrapponendosi al governo centrale sostenuto dai parlamentari di Diritto e Giustizia. Nel 2018 fornì il patrocinio onorario per la 4ª sfilata del Gay pride di Danzica, a cui partecipò personalmente.

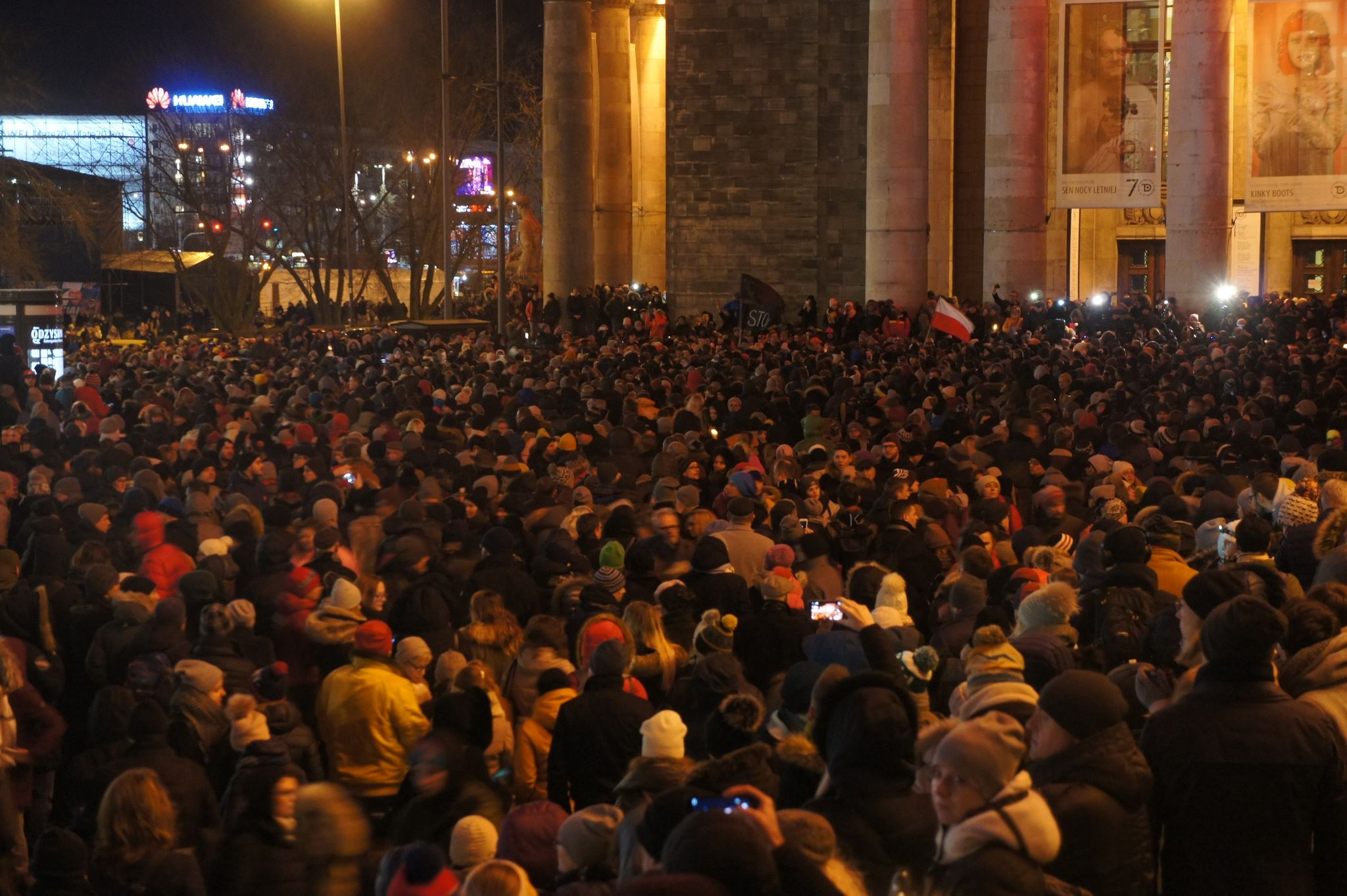
Manifestanti a Varsavia protestano contro la violenza in seguito all'omicidio di Adamowicz

### Morte
Il 13 gennaio 2019, a Danzica, durante un evento di beneficenza al quale aveva preso parte, venne pugnalato al petto da un uomo di 27 anni, Stefan Wilmont. Trasportato in ospedale, morì il giorno seguente per le gravi lesioni riportate.
Diversi politici, tra cui il presidente polacco Andrzej Duda, il ministro dell'interno Joachim Brudziński, il presidente del Consiglio europeo Donald Tusk e il governatore dell'Oblast' di Kaliningrad, Anton Alichanov, espressero cordoglio per la morte del sindaco di Danzica.